# Terlipressina
Terlipressina é um fármaco análogo da vasopressina usado como uma droga vasoativa no tratamento da hipotensão. Indicações de utilização da terlipressina incluem o tratamento da síndrome hepatorrenal e do choque séptico resistente à norepinefrina. Além disso, ela é usada no sangramento de varizes esofágicas.

## Aprovação
A terlipressina foi primeiramente aprovada no início dos anos 80 na Alemanha para o tratamento de pacientes com HDAV. Produtos contendo terlipressina têm sido comercializados na Europa, América do Sul e Ásia para o tratamento da HDA. Terlipressina também foi aprovada para o tratamento da SHR na França, Índia, Irlanda, México, Portugal, Coreia do Sul, Tailândia e Espanha 
Nos EUA, a terlipressina foi aprovada em 2009 para SHR.

## Mecanismo de ação
Após a administração por via intravenosa, a terlipressina é transformada por ação de enzimas no agente ativo lisina-vasopressina. O metabolismo da terlipressina resulta em uma liberação gradual da vasopressina, que por sua vez determina a diminuição do diâmetro (vasoconstrição) dos vasos sanguíneos que irrigam os órgãos abdominais (esplâncnicos), provocando aumento da resistência ao fluxo sanguíneo intestinal e reduzindo a pressão na veia porta (veia que drena o sangue do sistema digestivo). 
A terlipressina diminui a hipertensão portal e induz vasoconstrição no território esplâncnico, levando à contração dos músculos esofágicos e à compressão das varizes esofágicas. A concentração da lisina-vasopressina liberada pela terlipressina permanece dentro de níveis terapêuticos por um período de 4 a 6 horas. A terlipressina possui apenas 3% da ação antidiurética da vasopressina natural, o que torna essa ação irrelevante do ponto de vista clínico. O uso da terlipressina provoca efeito lento na pressão sanguínea ao longo de 2 a 4 horas. Há discreto aumento de pressão arterial. O uso de terlipressina não possui efeito tóxico no coração mesmo na dosagem mais alta. Raramente podem ocorrer arritmias, bradicardia e insuficiência coronariana. Com o uso da terlipressina, a circulação sanguínea no útero é muito diminuída. A terlipressina reduz a circulação sanguínea da pele, provocando palidez no corpo e na face do paciente 

## Usos clínicos
A terlipressina é utilizada no tratamento da hemorragia digestiva alta varicosa (HDAV) e na síndrome hepatorrenal (SHR) do tipo 1, pois mostrou-se eficaz na redução da mortalidade e melhora da função renal 
Com base na redução do risco relativo de mortalidade em 34%, a terlipressina é considerada eficaz no tratamento do sangramento agudo de varizes esofágicas. Por esse motivo, a terlipressina deveria ser considerada o agente vasoativo de escolha, quando disponível, em casos de sangramento agudo de varizes esofágicas.
Em comparação à octreotida no tratamento de HDAV, a terlipressina parece ter um efeito hemodinâmico mais sustentado em pacientes com HDA com um menor tempo de hospitalização. 
Pacientes com cirrose e síndrome hepatorrenal do tipo 1 tratados com terlipressina apresentaram significativa melhora da função renal. A terlipressina reverteu a síndrome hepatorrenal em 60% dos pacientes estudados, e essa reversão foi associada a uma melhora na sobrevida dos pacientes. A terlipressina é bem tolerada pela maioria dos pacientes, e deve ser utilizada na síndrome hepatorrenal do tipo 1 até a realização do transplante hepático.

## Efeitos adversos
As reações mais comuns observadas nos estudos clínicos foram cefaleia, bradicardia, palidez da face e do corpo, vasoconstrição periférica, isquemia periférica, hipertensão, cólicas abdominais transitórias e diarreia transitória.
Reações incomuns: Hiponatremia (diminuição dos níveis de Sódio no sangue).
Reações raras: Taquicardia, dispneia e insuficiência cardiaca.

## Contraindicações
A terlipressina está contraindicada nos casos de gravidez ou de hipersensibilidade à terlipressina ou algum dos excipientes.

## Interações
A terlipressina aumenta o efeito hipotensor de beta-bloqueadores não-seletivos na veia porta. O tratamento concomitante da terlipressina com medicamentos bradicardizantes (p. ex. propofol, sulfentanil) pode diminuir a frequência cardíaca e o débito cardíaco.